# أندي راسيل
أندي راسيل (بالإنجليزية: Andy Russell)‏ هو لاعب كرة قدم أمريكية أمريكي، ولد في 29 أكتوبر 1941 في ديترويت في الولايات المتحدة.

## وصلات خارجية
- الموقع الرسمي
- أندي راسيل على موقع مرجع كرة القدم المحترفة.كوم (الإنجليزية)